# Onitis castaneus
Onitis castaneus är en skalbaggsart som beskrevs av Ludwig Redtenbacher 1848. Onitis castaneus ingår i släktet Onitis och familjen bladhorningar. Inga underarter finns listade i Catalogue of Life.